# 서울 돈암장
서울 돈암장(서울 敦岩莊) 한옥 본채는 서울특별시 성북구에 있는 일제강점기 1939년에 건립된 한식 목조 팔작지붕으로 궁궐에 살았던 내시 송성진이 기거할 집으로 지은 근대시기 한옥주택이다. 후일 무형문화재74호로 지정된 배희한(1907-97)이 31세 때 지었다.
6.25이후 일부 분리 매각된 돈암장을 고 대성산업 김수근 회장이 매입하여 본체뒤로 새로운 집채를 달아내었고 김수근 회장 내외가 작고한 후에는 본채를 대대적으로 수리하였다. 총 4개의 건물가운데 원형을 유지한 본채만 2004년 9월 4일 대한민국의 국가등록문화재 제91호로 지정되었다.

## 돈암장과 이승만

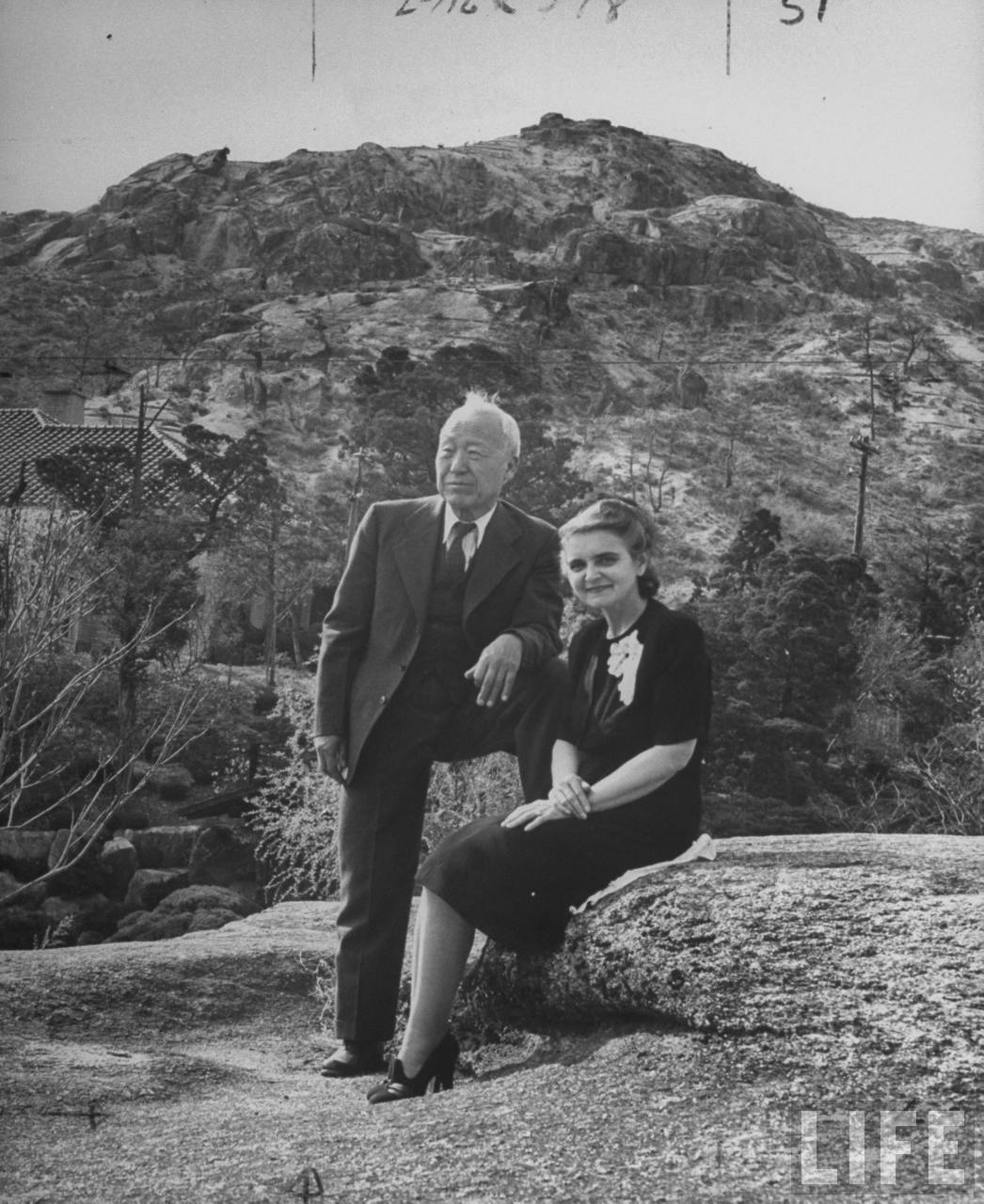
1947년 5월, LIFE 잡지에 실린 돈암장 근처에서 찍은 이승만과 프란체스카 부부.

이승만 박사가 1945년 미국에서 귀국하여 대통령으로 취임하기 전에 2년간 거처한 곳으로 근대정치사적으로 중요한 역사적 현장이기도 하다. 이 집은 당시 조선타이어주식회사 사장이었던 장진영(張震英)으로부터 빌린 집으로, 장진영은 연건평 약 150평의 3채 중 1채만을 쓰고, 양옥이었던 안채 54평과 또다른 1채를 빌려주었다. 이승만이 거주했던 양옥 자리에는 현재 교회가 들어서있다.
시대적으로 극도의 혼란이 거듭되는 가운데 이승만은 장진영으로부터 집을 비워달라는 통고를 받았고, 이 소식을 들은 미조선주둔군사령관인 하지(Hodge,j. R.)중장의 주선으로 일제강점기 조선총독부 정무총감 다나카(田中)가 쓰던 마포장(麻浦莊)을 얻어 이사하였다.
당시 집주인 장진영은 6.25때 납치되어 죽었다.

## 참고 자료
- 서울 돈암장 - 국가유산청 국가유산포털